# Golden Hornets
Golden Hornets est une association loi de 1901, créée le 14 juin 2018 par des supporters de Team Vitality. Ils encouragent et soutiennent le club d’esport Vitality.
L'association compte aujourd'hui plus de 400 adhérents, principalement en France mais également issus de pays étrangers.

## Histoire
Team Vitality, créée en 2013, est l’une des structures françaises esport les plus importantes. Fort de nombreux supporters grâce aux différentes équipes et aux ambassadeurs, certains se sont regroupés sous le nom de Vitality Ultra pour former un KOP.

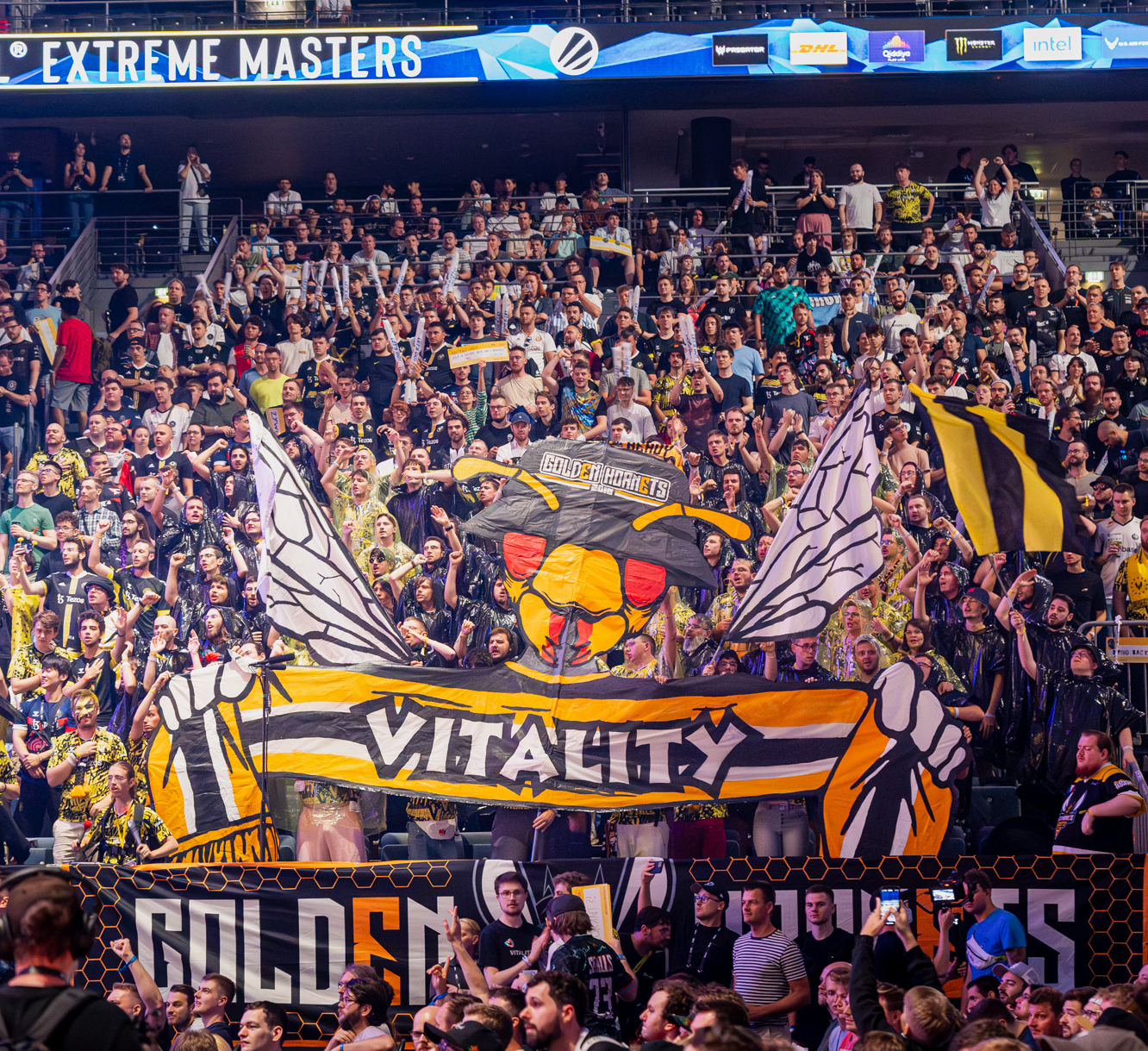
Tribune des Golden Hornets lors des IEM de Cologne en 2024

Le 14 juin 2018, une association loi de 1901 est créée sous le nom Golden Hornets (en français « frelons dorés »), en référence à la charte graphique de Vitality (abeille et couleurs jaune et noir). Leur raison sociale est de « supporter une équipe professionnelle d’e-sport, mettre en place des déplacements et de créer du contenu ».
Définis comme des ultras, mais se différenciant pour autant de sa connotation négative et violente liée au football, les Golden Hornets sont une des premières associations officielles de supporters d’esport. Ils reprennent les différents codes des KOP de sports traditionnelles telles que les écharpes, tambours, déplacements, chants...
Ils effectuent leurs premiers déplacements lors des demi-finales du Summer Split 2018 de League of Legends, face à Schalke 04.
En 2023, ils ont été le « 6ème homme » de l’équipe Counter-Strike de Vitality lors de leur victoire au Blast Paris Major 2023.
Le 29 octobre 2024, à travers un communiqué, les Golden Hornets dénoncent, en même temps que d'autres associations de supporters, les restrictions de la société d’évènementiel Blast sur les compétions du jeu Rocket League.